# 19 mai 1931

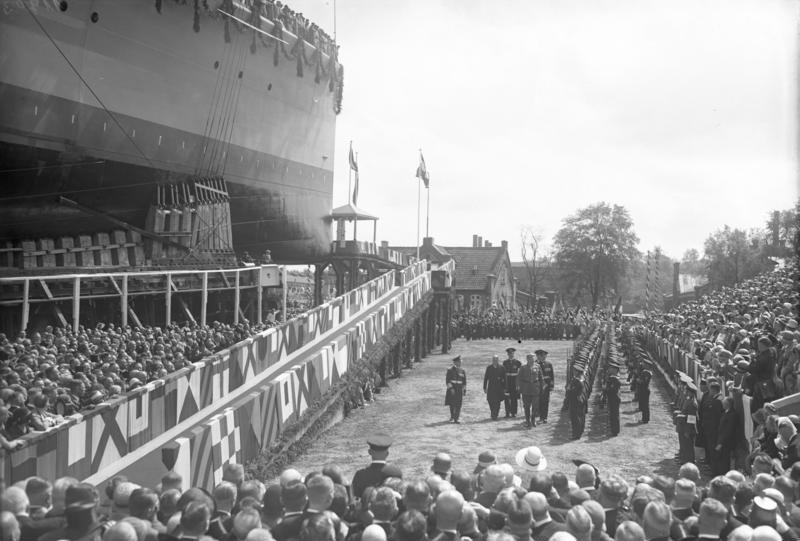
Baptême du croiseur allemand « Deutschland » par le président von Hindenburg au chantier naval Germania à Kiel.

Le mardi 19 mai 1931 est le 139e jour de l'année 1931.

## Naissances
- Eric Tappy, artiste lyrique
- Alfred Schmidt (mort le 28 août 2012), philosophe allemand
- Bob Anderson (mort le 14 août 1967), pilote automobile
- David Wilkerson (mort le 27 avril 2011), pasteur chrétien et écrivain américain
- Luciano De Genova (mort le 10 novembre 2019), haltérophile italien
- Morna Hooker, théologienne anglaise
- Paul Rebillot (mort le 11 février 2010), psychologue américain
- Ruben Radica, compositeur croate
- Stephen Young, artiste dramatique, cinéma

## Décès
- Adrien Barrère (né le 13 novembre 1874), peintre français
- Aleksander Mülber (né le 29 décembre 1897), peintre, dessinateur et graveur estonien
- Charles Esquier (né le 17 avril 1871), comédien
- Marc Morel (né le 29 novembre 1843), banquier et homme politique suisse
- Ralph Barton (né le 14 août 1891), artiste américain
- Robert H. Dunlap (né le 22 décembre 1879), général du corps des Marines des États-Unis

## Événements
- Mission ethnographique et linguistique Dakar-Djibouti dirigée par Marcel Griaule. Michel Leiris en fait partie et écrira L’Afrique fantôme.